# Polemannia grossulariifolia
Polemannia grossulariifolia är en växtart i släktet Polemannia och familjen flockblommiga växter. Den beskrevs av Christian Friedrich Frederik Ecklon och Carl Ludwig Philipp Zeyher 1837.
Arten är en buske som förekommer i Sydafrika.